# Gratas Sirgėdas
Gratas Sirgėdas (Panevėžys, 17 dicembre 1994) è un calciatore lituano, centrocampista del Kauno Žalgiris.

## Carriera

### Club
Nel dicembre 2018, ha firmato un contratto di una stagione con il campione lituano Marijampolė "Sūduva".

### Nazionale
Ha giocato nelle nazionali giovanili lituane Under-17, Under-18, Under-19 ed Under-21.
Ha esordito nella nazionale maggiore il 10 settembre 2013 in Lituania-Liechtenstein (2-0) valida per le qualificazioni ai Mondiali 2014.

## Palmarès

### Club

#### Competizioni nazionali
- Campionato lituano: 1

Suduva: 2019
- Coppa di Lituania: 1

Suduva: 2019

### Individuale
- Miglior marcatore del Campionato europeo di calcio Under-19: 1

Lituania 2013 (3 gol)